# منوتشهر أباد (أصفهان)
منوتشهر أباد هي قرية في مقاطعة أصفهان، إيران. يقدر عدد سكانها بـ 0 نسمة بحسب إحصاء 2016.